# 1699
Năm 1699 (MDCXCIX) là một năm thường bắt đầu vào thứ năm (liên kết sẽ hiển thị đầy đủ lịch) trong lịch Gregory, hay một năm thường bắt đầu vào ngày Chủ nhật (Julian-1699) của lịch Julius chậm hơn 10 ngày).

## Sinh
- Lê Thuần Tông